# Arctosa villica
Espèce
Synonymes
- Lycosa villica Lucas, 1846
- Lycosa tomentosa Simon, 1876
- Lycosa brevialva Franganillo, 1913

Arctosa villica est une espèce d'araignées aranéomorphes de la famille des Lycosidae.

## Distribution
Cette espèce se rencontre dans l'Ouest du bassin méditerranéen.

## Description
Le mâle décrit par Roewer en 1960 mesure 11,5 mm et la femelle 13 mm.

## Systématique et taxinomie
Cette espèce a été décrite sous le protonyme Lycosa villica par Lucas en 1846. Elle est placée dans le genre Leaena par Dahl en 1908 puis dans le genre Arctosa par Lugetti et Tongiorgi en 1965.
Lycosa brevialva a été placée en synonymie par Breitling, Bauer, Schäfer, Morano, Barrientos et Blick en 2016.

## Publication originale
- Lucas, 1846 : « Histoire naturelle des animaux articules. » Exploration scientifique de l'Algérie pendant les années 1840, 1841, 1842 publiée par ordre du Gouvernement et avec le concours d'une commission académique, Paris, Sciences physiques, Zoologie, vol. 1, p. 89-271 (texte intégral).